# Milan Nekuda
Milan Nekuda (* 7. února 1959) je český fotbalový trenér a bývalý obránce. V lize nastoupil i jeho syn Petr Nekuda.

## Fotbalová kariéra
V československé lize hrál za Sigmu Olomouc. Nastoupil ve 2 ligových utkáních. Ve druhé nejvyšší soutěži hrál i za Železárny Prostějov, nastoupil v 56 druholigových utkáních a dal 2 góly.

## Ligová bilance
| Ročník                                   | Zápasy | Góly | Klub          |
| ---------------------------------------- | ------ | ---- | ------------- |
| 1. československá fotbalová liga 1982/83 | 2      | 0    | Sigma Olomouc |
| CELKEM                                   | 2      | 0    |               |

## Trenérská kariéra
Po skončení hráčské kariéry se stal trenérem. V sezoně 2016/17 vedl mužstvo FK Chropyně.